# Brachythecium filirepens
Brachythecium filirepens là một loài Rêu trong họ Brachytheciaceae. Loài này được Dusén mô tả khoa học đầu tiên năm 1905.